# Yonten Gyatso (tibétologue)
Pour les articles homonymes, voir Yonten Gyatso.
Yonten Gyatso (tibétain : ཡོན་ཏན་རྒྱ་མཚོ, Wylie : yon tan rgya mtsho), aussi appelé Domépa Yonten Gyatso (tibétain : མདོ་སྨད་པ་ཡོན་ཏན་རྒྱ་མཚོ, Wylie : mdo smad pa yon tan rgya mtsho), né le 7 décembre 1932 à Khosateng dans la région de Nangra (Xian de Jainca) en Amdo et mort le 13 février 2002 à Paris est un tibétologue tibétain spécialiste en histoire du Tibet et en philosophie bouddhiste chercheur au Centre national de la recherche scientifique. 

## Biographie
Yonten Gyatso est né dans le village de Khosateng dans la région de Nangra en Amdo dans l'actuel district de Chentsa de la préfecture autonome tibétaine de Huangnan dans la province du Qinghai. 
En 1941, il entre au monastère de Lamo Dechen, proche de son village natal, où il reçoit la formation de moine gelugpa. De 1950 à 1956, il complète sa formation en philosophie bouddhiste au Labrang Tashi Khyil. Puis il rejoint l'université monastique de Drépung, au collège de Gomang, près de Lhassa, où il fait des études supérieures de philosophie (logique, métaphysique, épistémologie) de 1956 à 1959, devenant un disciple proche de Trijang Rinpoché, Lobzang Yeshe Tenzin Gyatso, et passe les examens de geshe. 
En 1959, il s'exile en Inde, suivant le dalaï-lama. Il enseigne la philosophie et la métaphysique bouddhique jusqu'en 1954 au camp de réfugiés de Buxa Duar qui comptait près de 1 200 moines des trois grandes universités du Tibet central. 
En 1965, il rejoint une communauté de moines tibétains fondée dans l'Yonne en France. Trois ans plus tard, il s'installe à Paris et collabore aux recherches d'Ariane Spanien-Macdonald, puis d'Anne-Marie Blondeau, à l'École pratique des hautes études (EPHE), où de 1977 à 1980 il est assistant-associé à la Ve section Religions tibétaines. Il est à la fois enseignant et chercheur. De 1973 à 1974, il est lecteur de tibétain à l'INALCO remplaçant de Jhampa Gyatso, nom de Dagpo Rinpotché, et de 1974 à 1975, il remplace Rolf Stein à l'EPHE. Il consacre notamment un cours au tsö (tibétain : རྩོད, Wylie : rtsod, signifiant disputation théologique). De 1987 à 1988, il enseigne à l'université de l'Indiana à Bloomington et dans d'autres centres en France et à l'étranger. En 1988 Yonten Gyatso entre au Centre national de la recherche scientifique et intègre l'équipe « Langues et cultures de l'aire tibétaine » d'Anne-Marie Blondeau au sein du Centre de recherche sur les civilisations de l'Asie orientale. 
Yonten Gyatso, et Aliette Lemaire sa compagne, fondent en décembre 1998 l'association Khosateng qui aide les Tibétains de la province du Qinghai, ancienne province de l'Amdo. L'Association construira une école de 300 enfants, dans son village natal de Khosateng, où il est retourné en 1997, puis chaque année jusqu'à son décès. En raison de difficultés à se rendre au Tibet, l'association a étendu par la suite ses actions aux Tibétains réfugiés en Inde et au Népal. Après son décès, l'association, présidée par Aliette Lemaire, a construit un stupa en son honneur et lui rend hommage en poursuivant ses activités.

## Accueil critique
Pour Dagpo Rinpotché, Yonten Gyatso  un « remarquable philosophe et l'un des meilleurs historiens du Tibet, notamment de l'époque contemporaine ».

## Hommage
Un livre (2010) Édition, éditions : l'écrit au Tibet, évolution et devenir, sous la direction d'Anne Chayet, Cristina Scherrer-Schaub, Françoise Robin et Jean-Luc Achard a été publié en son hommage en 2010.

## Publications

### Dans des revues scientifiques
- Yonten Gyatso, Analyse de l’A mdo chos ’byung, Introduction et table des matières détaillée (titre en français), 1972, 800 p. env. (Voir : Réflexions sur le rôle joué par les puissances du Tibet oriental dans l’instauration de la dynastie des Dalai-Lama au Tibet central, XIVe – XVIIIe siècle. Mémoire de l’EPHE, 1985).
- Yonten Gyatso (Yon tan rgya mtsho), (Introduction à la réédition de l’A mdo chos ’byung de dKon mchog bstan pa rab rgyas), Réédition du texte et introduction, Paris-Delhi, 1974–1976. Yonten Gyatso (1932–2002) 15
- Yonten Gyatso, Analyse de l’A mdo chos ’byung. Index des noms propres, index des matières, recherche et vérification des sources, localisation des sites mentionnés et cartes. (Titre en français) 1975 (Voir : Réflexions sur le rôle joué par les puissances du Tibet oriental dans l’instauration de la dynastie des Dalai-lama au Tibet central, XIVe–XVIIIe siècle. Mémoire de l’EPHE, 1985).
- Yonten Gyatso (mDo smad pa Yon tan rgya mtsho), gDong lan lung rigs thog mda’, Paris, Yon tan rgya mtsho, 1977, 213 p. (offset) ; New Delhi, Guru Deva, 1979, 213 p. ; TBRC, W00EGS1017303.
- Yonten Gyatso (mDo smad pa Yon tan rgya mtsho), brGal lan kun khyab ’brug sgra : gdong thog sprul sku la gdams pa brgal lan, Paris, Yon tan rgya mtsho, 1979, 236 p. (offset) ; New Delhi, bsTan ’dzin dge legs, 1980, 236 p. ; TBRC, W29046.
- Yonten Gyatso (mDo smad pa Yon tan rgya mtsho), brGal lan ’jigs med gdong lnga’i sgra dbyangs. Paris, Yon tan rgya mtsho, 1980, 246 p. (offset) ; New Delhi, Guru Deva, 1981, 246 p.
- Yonten Gyatso (Yon tan rgya mtsho), brGal lan lung rigs gnam lcags ’bar ba, New Delhi, Guru Deva, 1984, 194 p. ; TBRC, W29045.
- Yonten Gyatso (mDo smad pa Yon tan rgya mtsho), Chos sde chen po Bla brang bkra shis ’khyil : mKhas grub ’bum sde’i rol mtsho mdo sngags bstan pa’i ’byung gnas dga’ ldan bshad sgrub bkra shis ’khyil gyi skor bzhed gzhung dal ’bab mdzod yangs las nye bar sgrub pa sngon med legs bshad ngo mtshar bkra shis chos dung bzhad pa’i sgra dbyangs, (Paris), 1987, 464 p. (Histoire du monastère de Bla brang).
- Yonten rgya mtsho (mDo smad pa Yon tan rgya mtsho), sKu ’bum khri zur sTag mtsher mchog sprul Thub bstan ’jigs med nor bu’i thun mong mdzad rim bsdus don dpyod ldan yongs la gtam du bya ba sngon med legs bshad nges don sprin gyi pho nya. N. Kanara, Tibetan Colony, 1989, 7–352 p. ; TBRC, W00EGS1016682.
- Yonten Gyatso (Yon tan rgya mtsho), sPrul pa’i bstan srung chen po rdo rje shugs ldan rtsal las ’phros pa’i rtsod lan legs bshad snying po. Mungod, Drepung Loseling Monastery Printing Press, 1991, 351 p. ; TBRC, W00EGS1016684.
- Yonten Gyatso, mDo smad Yon tan rgya mtsho’i rtsom sgrig 1, rNam ’dren thub bstan tshab 7 gong sa rgyal mchog bcu bzhi pa chen po, Paris, Yonten Gyatso, 1993, 551 p.
- Yonten Gyatso, dGe ldan chos ’byung gser gyi mchod sdong ’bar ba : chos ’byung gser gyi mchod sdong ’bar ba las. Paris, Yonten Gyatso, vol. 1, 1994, 746 p., vol.2, 1995, 773 p. ; Taipei, Tsongkhapa Center ; TBRC, W22378.
- Yonten Gyatso (Yon tan rgya mtsho), sKyid shod sde pa’i skor, Phuntsoling (Bhoutan), KMT Press, 2001, 63 p.
- Yonten Gyatso (Yönten Gyatso), « sKyid shod sde pa’i skor » [On Kyishö Depa (1593–1638)], Journal of the International Association of Tibetan Studies, 2, August 2006. 63 p. (THDL)

### En français
- Yonten Gyatso, « La tradition des disputations théologiques (rcod-pa) au Tibet ». « Histoire de l’origine et du développement du bouddhisme en A mdo ». Annuaire de l’Ecole pratique des Hautes Etudes, Ve Section, t. LXXXIII, Paris, 1974–1975, « Religions du Tibet », 77–80.
- Yonten Gyatso, « Conférence de M. Yonten Gyatso : Recherche sur les origines et la diffusion du mtshan-ñid ». Annuaire de l’École pratique des Hautes Etudes, Ve Section, t. LXXXVI, Paris, 1977–1978, « Religions tibétaines », 89–91.
- Yonten Gyatso, « Conférence de M. Yonten Gyatso », Annuaire de l’École pratique des Hautes Etudes, Ve section, t. LXXXVII, Paris, 1978–1979, « Religions tibétaines », 107–108.
- Yonten Gyatso, « Conférences de M. Yonten Gyatso », Annuaire de l’École pratique des Hautes Etudes, Ve Section, t. LXXXVIII, Paris, 1979–1980, « Religions tibétaines », 125–127.
- Yonten Gyatso, Réflexions sur le rôle joué par les puissances du Tibet oriental dans l’instauration de la dynastie des Dalai-lama au Tibet central, XIVe – XVIIIe siècle. Mémoire de l’EPHE (Résumé de la thèse en français, tables et documents en tibétain), Paris, 1985, 2 vols., (offset), 121 & 204 p.
- Yonten Gyatso, « Le monastère de Bla-braṅ bkra-śis ’khyil », Tibetan Studies, Proceedings of the 4th Seminar of the International Association for Tibetan Studies – Schloss Hohenkammer – Munich 1985, (Helga Uebach & Jampa L. Panglung, eds.), München, Bayerische Akademie der Wissenschaften, 1988, 559–566.
- Yontan Gyatso, « Le monastère de La-mo bde-chen dans l’Amdo ». Tibetan Studies, Proceedings of the 6th Seminar of the International Association for Tibetan Studies – Fagernes 1992, vol. 2, Oslo, The Institute for Comparative Research in Human Culture, 1994, 981–989.
- Yonten Gyatso, La Grande Voie Graduelle vers l’Éveil de l’Incomparable Tsong kha pa. Une explication orale. Trad. Georges Driessens et MarieThérèse Paulanski (Paris, Centre d’études tibétaines), 1976–1981, 4 fasc. (Voir : Le Grand Livre de la Progression vers l’Éveil, Jujurieux, Editions Dharma, 1990–1992).

### En collaboration
- Ariane Macdonald, avec la collaboration de Dvags-po Rinpoche et Yon-tan rgya-mtsho, « Un portrait du Cinquième Dalai-Lama », Essais sur l’art du Tibet, (Ariane Macdonald & Yoshiro Imaeda, eds)., Paris, Jean Maisonneuve, 1977, 119–156.
- Ariane Spanien, Yonten Gyatso, Notices des PT. 1040, 1043, 1134 et 1136. In Choix de documents tibétains conservés à la Bibliothèque Nationale… II, Paris, Bibliothèque Nationale, 1979.
- Yonten Gyatso, Katia Buffetrille, « The Medical College of Labrang Monastery », IASTAM Newsletter, no 10, May 1987, 7–10.
- Anne-Marie Blondeau, Yonten Gyatso, « Lhasa, légende et histoire », Lhasa, lieu du divin, (F. Pommaret, ed.), Genève, Olizane, 1997, 35–58. Traduction : « Lhasa, Legend and History », Lhasa in the Seventeenth Century, (F. Pommaret, ed.), Leiden-Boston, Brill, 2003, 15–38.

### Sous sa direction et avec ses commentaires
- L’entrée au Milieu. La philosophie bouddhique de la Vacuité. Chandrakirti. Traduction : Georges Driessens et Michel Zaregradsky. Jujurieux, Editions Dharma, 493 p. (réed. 1988, 2002).
- Le Grand Livre de la Progression vers l’Éveil. Traduction : Georges Driessens, Michel Zaregradsky. Jujurieux, Editions Dharma, 1990–1992, 2 vols, 481 & 372 p.
- Nagarjuna. Traité du Milieu. Traduction : Georges Driessens. Paris, Le Seuil, 1995 (Collection Points Sagesses).
- La Perfection de Sagesse. Traduction : Georges Driessens. Paris, Le Seuil, 1996, 354 p. (Collection Points Sagesses).
- Tantra de l’Union secrète. Traduction : Georges Driessens. Paris, Le Seuil, 1997, 252 p. (Collection Points Sagesses).
- Nagarjuna. Conseils au roi. Traduction : Georges Driessens. Paris, Le Seuil, 2000, 153 p. (Collection Points Sagesses).
- Edité par un sponsor privé : 1994 et 1995 :   "Histoire des Gelugpas" en tibétain, Volume I et Volume II.